# Molí del Ribalta de Dalt
El Molí del Ribalta de Dalt és una obra d'Aguilar de Segarra (Bages) inclosa a l'Inventari del Patrimoni Arquitectònic de Catalunya.

## Descripció
Gran casal construït tot ell en carreus de pedra ben treballada. La casa és de planta rectangular i coberta de dos aiguavessos, però a la part del darrere hi ha un afegit posterior a l'època de construcció de la casa. Cal destacar l'ordenació de la façana principal totalment simètrica amb tres finestres d'ampit treballat i tres portes a la part inferior.
Cal destacar també l'existència prop de la casa, de dues grans basses fetes amb carreus de pedra, els murs de les quals fan gairebé 1m. de gruix, i també el molí, que encara es conserva.